# Station Jacków
Station Jacków is een spoorwegstation in de Poolse plaats Jacków.